# Pristidactylus achalensis
Espèce
Synonymes
- Cupriguanus achalensis Gallardo, 1964

Pristidactylus achalensis est une espèce de sauriens de la famille des Leiosauridae.

## Répartition
Cette espèce est endémique d'Argentine. Elle se rencontre dans les provinces de Córdoba et de San Luis.

## Publication originale
- Gallardo, 1964 : Los generos "Urostrophus" D. et B. y "Cupriguanus" gen. nov. (Sauria, Iguanidae) y sus especies. Neotropica, Buenos Aires vol. 10, no 33, p. 125-136.